# CM Punk
CM Punk, pseudonimo di Phillip Jack Brooks (Chicago, 26 ottobre 1978), è un wrestler ed ex artista marziale misto statunitense sotto contratto con la WWE.
La sua carriera inizia nel 1997 in varie federazioni indipendenti, in particolare nella Ring of Honor, dove ha vinto il ROH World Championship una volta. Nel 2005 approda alla WWE, dove ha detenuto tre volte il World Heavyweight Championship, due volte il WWE Championship e una volta ciascuno l'ECW Championship, il World Heavyweight Championship (2023), l'Intercontinental Championship e il World Tag Team Championship, completando così la Triple Crown; ha inoltre vinto per due volte il Money in the Bank (a WrestleMania XXIV e a WrestleMania XXV), il che lo rende l'unico lottatore capace di ottenere questo riconoscimento per due volte consecutive. Dopo aver lasciato la WWE nel 2014, è tornato nel mondo del wrestling nel 2021, firmando per la All Elite Wrestling, dove vi resta fino al 2023 vincendo per due volte l'AEW World Championship.
Ha inoltre perseguito una breve e sfortunata carriera nella Ultimate Fighting Championship, federazione di arti marziali miste. Il 10 settembre 2016, dopo quasi due anni di allenamento, ha esordito venendo sconfitto da Mickey Gall al primo round per sottomissione in 2 minuti e 14 secondi. Il 9 giugno 2018 ha perso anche il suo secondo e ultimo match contro Mike Jackson al terzo round per decisione unanime.

## Carriera nel wrestling

### Gli esordi (1997–2003)
Brooks iniziò a lottare in una federazione di backyard wrestling, chiamata Lunatic Wrestling Federation, sul finire degli anni novanta insieme ad alcuni amici e a suo fratello Mike. I due, usando uno il ring name di CM Punk (Phil) e CM Venom (Mike), formarono un tag team con il nome di "Chick Magnet".
Poco dopo scoprì che suo fratello Mike aveva rubato diversi soldi alla federazione e fu costretto ad andarsene e da allora i due fratelli non si sarebbero più parlati. Si recò alla Steel Dominion, una scuola di wrestling dove Ace Steel e Danny Dominion lo allenarono. Lottò per la Steel Domain Wrestling e qui incontrò il suo migliore amico Colt Cabana e con lui formò la "Gold Bond Mafia", una stable che comprendeva anche Chuckee Smooth, Adam Pearce e il manager Dave Prazak.
Si trasferì nella Independent Wrestling Association Mid-South, dove ebbe delle rivalità con Colt Cabana e Chris Hero. Vinse l'IWA Mid-South Light Heavyweight Championship due volte e l'IWA Mid-South Heavyweight Championship per cinque volte, sconfiggendo A.J. Styles, Cabana e Eddie Guerrero. Una delle più faide più importanti avute da in questa federazione è stata quella con Chris Hero, con cui arrivò a lottare un TLC match da 55 minuti, un 2-out-of-3 falls match da 93 minuti e diversi Iron Man match da 60 minuti.
Tutti questi match portarono la Ring of Honor ad interessarsi a lui, offrendogli qualche contratto "one night only". Dal febbraio 2003 al maggio 2004, Brooks si rifiutò di combattere per la IWA per protesta a causa del maltrattamento del backstage di Hero per mano di Ian Rotten. Lo stesso Hero dichiarò, in seguito, che quella di Brooks era solo una scusa per evitare di lavorare nella IWA Mid-South, salvo poi scusarsi con il wrestler di Chicago.

### Ring of Honor (2003–2005)

#### Faida con Raven (2003–2004)

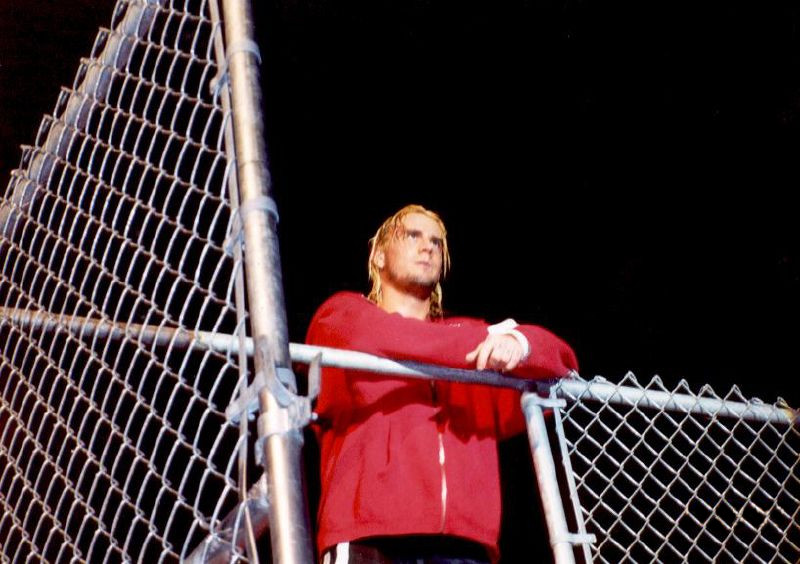
CM Punk nel 2004

Debuttò nella Ring of Honor da face, ma divenne presto heel durante la faida con Raven, che vide i due impegnati in una numerosa serie di match senza squalifiche. La storyline si basava sul credo straight edge e sul passato da alcolista del padre di Raven. La rivalità continuò per quasi tutto il 2003, per concludersi poi nel novembre dello stesso anno a The Conclusion, dove sconfisse Raven in uno steel cage match, vincendo la faida, in seguito considerata uno delle faide migliori di quell'anno. Nello stesso periodo si esibì anche per la NWA-Total Nonstop Action Wrestling dove, insieme a Julio Dinero, formò la stable "The Gathering".
Nel frattempo, ha continuato a combattere per la ROH, sfiorando la vittoria del ROH Pure Championship quando perse nella finale di un torneo contro A.J. Styles e, insieme a Colt Cabana, nei Second City Saints, vinse il ROH World Tag Team Championship per due volte, sconfiggendo entrambe le volte i Briscoe Brothers. Nell'ottobre 2003, venne nominato allenatore della ROH.
Poco prima di uno show della TNA del 25 febbraio 2004, litigò pesantemente con Teddy Hart fuori da un ristorante e i due scatenano una rissa che venne sedata da Sabu. A causa di ciò, durante lo show, Hart si accanì con violenza su tre wrestler, infortunandoli. Dopo questo episodio, Punk e Dinero smisero di esibirsi per la TNA, dando il la alle speculazioni che Punk fosse stato licenziato per via della rissa. In realtà, pare che gli ufficiali della TNA non stimassero il lavoro da heel della coppia, sostenendo che non riuscissero ad andare over coi fan. Con lo scioglimento del tag team, lasciò la TNA nel marzo 2004 e tornò alla ROH, dopo aver risolto una disputa con la TNA riguardo alla possibilità di esibirsi con la stessa Ring of Honor.

#### ROH Champion (2004–2005)
Sfidò Samoa Joe per il ROH World Championship in una serie di tre match. Il primo ha avuto luogo il 12 giugno, all'evento World Title Classic a Dayton, Ohio e terminò in parità dopo 60 minuti di match. Il secondo si tenne il 16 ottobre, nella sua città natale di, Chicago, ed è uno dei match più venduti dalla ROH in DVD. Recensito da Dave Meltzer del Wrestling Observer Newsletter con il massimo voto (5 stelle), è stato il primo match di wrestling nordamericano ad ottenere un tale punteggio nell'arco di sette anni: l'ultimo ad avere avuto questa valutazione era stato l'Hell In a Cell tra The Undertaker e Shawn Michaels a Badd Blood: In Your House, nel 1997. Anche il secondo match della serie si concluse in pareggio, dopo altri 60 minuti di match. Samoa Joe mise fine alla serie nel terzo e ultimo match, il 4 dicembre 2004, a All-Star Extravaganza 2, in un match senza limiti di tempo.
Il 9 maggio 2005 combatté un match di provino con la World Wrestling Entertainment contro Val Venis e a giugno firmò un contratto. Nel frattempo, però, sconfisse Austin Aries e conquistò il ROH World Championship a Death Before Dishonor III. Subito dopo il match, Punk tenne un promo da heel in cui disse che sarebbe andato in WWE portando con sé il titolo (kayfabe); ebbe quindi inizio il periodo noto come Summer of Punk. Nelle settimane successive portò avanti la storyline, arrivando perfino a firmare il contratto WWE sulla cintura stessa. Il 12 agosto 2005, a Dayton (Ohio), perse il titolo in favore di James Gibson in un Four Corner Elimination match che vedeva coinvolti anche Christopher Daniels e Samoa Joe. Nel suo ultimo match in Ring of Honor, a Punk: The Final Chapter, perse un 2-out-of-3 Falls match contro Colt Cabana.

### World Wrestling Entertainment (2005–2014)

#### Ohio Valley Wrestling (2005–2006)
Prima di approdare nel main roster della World Wrestling Entertainment, trascorse un anno nella Ohio Valley Wrestling, all'epoca territorio di sviluppo della WWE. Qui vinse l'OVW Heavyweight Championship, l'OVW Southern Tag Team Championship (con Seth Skyfire) e l'OVW Television Championship, diventando anche il secondo Triple Crown Champion nella storia della federazione.

#### Main roster, varie faide e ECW Champion (2006–2008)

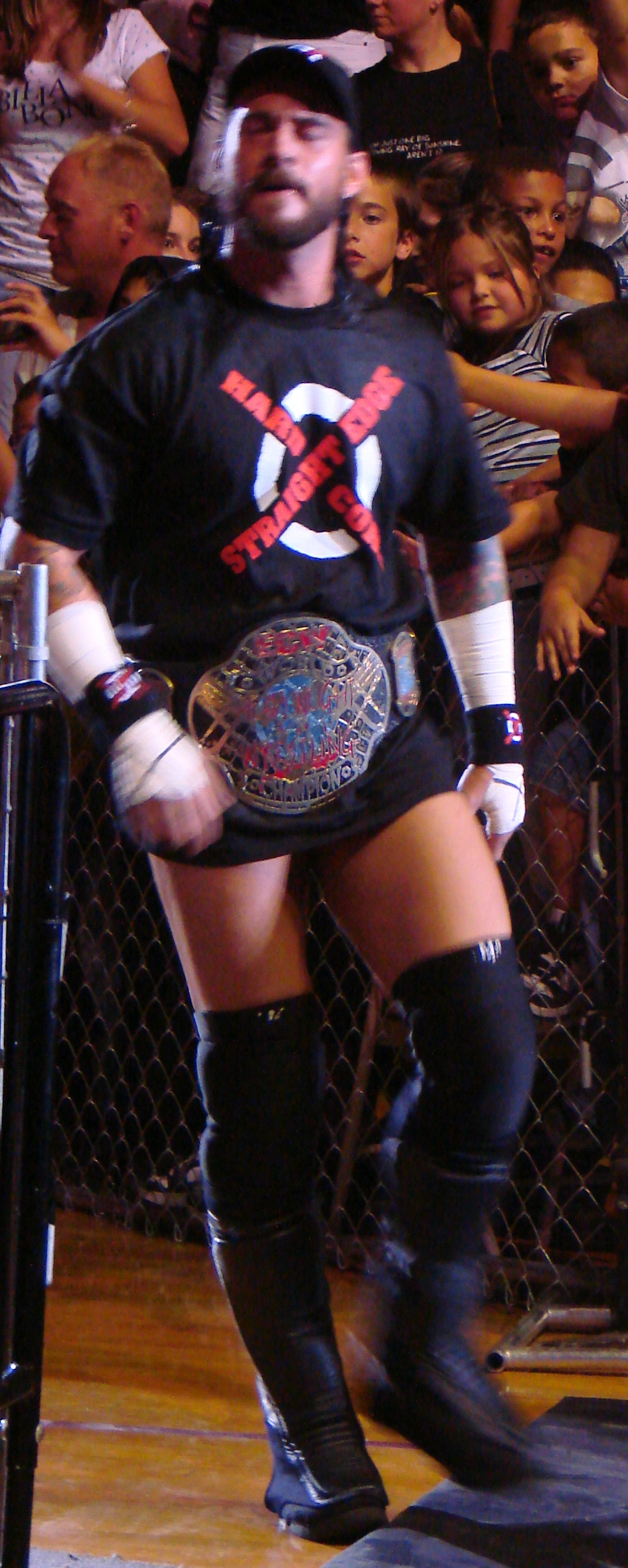
CM Punk come ECW Champion nel 2007

Punk debuttò in WWE come membro del roster della ECW durante la puntata del 1º agosto 2006, dove sconfisse Justin Credible. Dopo aver ottenuto una serie di vittorie, iniziò una breve faida con Mike Knox, sconfiggendolo per due volte consecutive nel mese di novembre. Il 26 novembre, alle Survivor Series, partecipò ad un 5-on-5 traditional survivor series elimination match come parte del Team DX contro il Team Rated-RKO, vincendo nettamente l'incontro e risultando come sopravvissuto senza perdere alcun componente della propria squadra. Il 3 dicembre, a December to Dismember, prese parte all'extreme elimination chamber match valevole per l'ECW World Championship che comprendeva anche il campione Big Show, Bobby Lashley, Hardcore Holly, Rob Van Dam e Test, ma l'incontro venne vinto da Lashley. Nella puntata di ECW del 9 gennaio 2007, venne sconfitto da Hardcore Holly, riportando quindi la prima sconfitta in un match singolo dopo una striscia di vittorie durata cinque mesi. Il 28 gennaio, alla Royal Rumble, partecipò all'omonimo match entrando col numero 11, ma venne eliminato da The Great Khali. Nella puntata di ECW del 20 febbraio Punk sconfisse Johnny Nitro, qualificandosi per il money in the bank ladder match di WrestleMania 23 che comprendeva anche Edge, Finlay, Jeff Hardy, King Booker, Mr. Kennedy, Matt Hardy e Randy Orton, ma l'incontro venne poi vinto da Kennedy.
Nella puntata di ECW del 10 aprile si unì inizialmente alla stable del New Breed, ma, due settimane dopo, colpì il leader Elijah Burke con la GTS e si alleò con gli ECW Originals, confermando quindi il suo status da face. Dopo una serie di scontri coi membri del New Breed, Punk sconfisse Elijah Burke il 20 maggio, a Judgment Day. Il 3 giugno, a One Night Stand, Punk, The Sandman e Tommy Dreamer sconfissero Burke, Matt Striker e Marcus Cor Von in un tables match, ponendo fine alla rivalità. Nella puntata di ECW del 19 giugno, prese parte ad un mini-torneo valevole per il vacante ECW Championship, battendo Marcus Cor Von in semifinale. Il 24 giugno, a Vengeance: Night of Champions, avrebbe dovuto affrontare Chris Benoit nella finale del torneo, ma quest'ultimo non presenziò all'evento per "motivi personali" e fu dunque sostituito da Johnny Nitro, che conquistò tuttavia il titolo. Nella puntata di ECW del 26 giugno Punk sconfisse Elijah Burke in un 2-out-of-3 falls match per 2-1, diventando così il primo sfidante all'ECW Championship di John Morrison (nuovo ring name di Nitro). Il 22 luglio, a The Great American Bash, affrontò Morrison per l'ECW Championship ma venne sconfitto. Punk ottenne nuovamente un match per il titolo dopo che sconfisse Morrison in un 15-Minute challenge che non prevedeva la cintura in palio, svoltosi nella puntata di ECW del 7 agosto, ma, a SummerSlam, venne ancora sconfitto dallo stesso Morrison in maniera controversa, fallendo la conquista della cintura per la terza volta.
Nella puntata di ECW del 28 agosto, Punk vinse un fatal 4-way match che comprendeva anche Big Daddy V, The Boogeyman e The Miz, diventando così il primo sfidante all'ECW Championship di John Morrison, che sconfisse poi la settimana successiva per conquistare il suo primo titolo in WWE dopo un anno di militanza nella federazione. Il 16 settembre, ad Unforgiven, difese con successo il titolo contro Elijah Burke. Il 7 ottobre, a No Mercy, mantenne con successo la cintura contro Big Daddy V per squalifica. Il 28 ottobre, a Cyber Sunday, difese con successo il titolo contro The Miz. Nella puntata di ECW del 6 novembre, mantenne con successo la cintura contro John Morrison nella rivincita. Il 18 novembre, alle Survivor Series, difese con successo il titolo in un triple threat match che comprendeva anche The Miz e John Morrison. Il 16 dicembre, ad Armageddon, Punk e Kane vennero sconfitti da Big Daddy V e Mark Henry. Iniziò poi una faida con Chavo Guerrero, contro cui perse la cintura in un no disqualification match, svoltosi durante la puntata di ECW del 22 gennaio 2008, dopo 143 giorni di regno a causa dell'interferenza del World Heavyweight Champion Edge (appartenente al roster di SmackDown). Il 27 gennaio, alla Royal Rumble, partecipò all'omonimo match entrando col numero 12, ma venne eliminato da Chavo Guerrero. Il 17 febbraio, a No Way Out, affrontò Guerrero per l'ECW Championship ma venne sconfitto. Nella puntata di ECW del 26 febbraio, Punk vinse un triple threat match che comprendeva anche Elijah Burke e Shelton Benjamin, ottenendo così un'altra opportunità all'ECW Championship di Chavo Guerrero, ma, la settimana successiva, venne nuovamente sconfitto, fallendo definitivamente la riconquista del titolo.
Nella puntata di ECW dell'11 marzo, Punk sconfisse Big Daddy V per count-out, qualificandosi al money in the bank ladder match di WrestleMania XXIV che comprendeva anche Carlito, l'Intercontinental Champion Chris Jericho, John Morrison, lo United States Champion Montel Vontavious Porter, Mr. Kennedy e Shelton Benjamin, arrivando poi a vincerlo per garantirsi un incontro per un titolo mondiale nell'arco di un anno. Nella puntata di Raw del 21 aprile, prese parte al torneo King of the Ring, ma, dopo aver prima superato Matt Hardy nei quarti di finale e poi Chris Jericho in semifinale, venne sconfitto da William Regal nella finale. Il 18 maggio, a Judgment Day, Punk e Kane affrontarono John Morrison e The Miz per il WWE Tag Team Championship, ma vennero sconfitti. Il 1º giugno, a One Night Stand, partecipò ad un singapore cane match che comprendeva anche Big Show, Chavo Guerrero, John Morrison e Tommy Dreamer per determinare il primo sfidante all'ECW Championship di Kane, ma l'incontro venne vinto da Big Show. Nella puntata di ECW del 10 giugno, Punk e Kane affrontarono nuovamente John Morrison e The Miz per il WWE Tag Team Championship, ma vennero sconfitti.

#### World Heavyweight Champion (2008–2009)

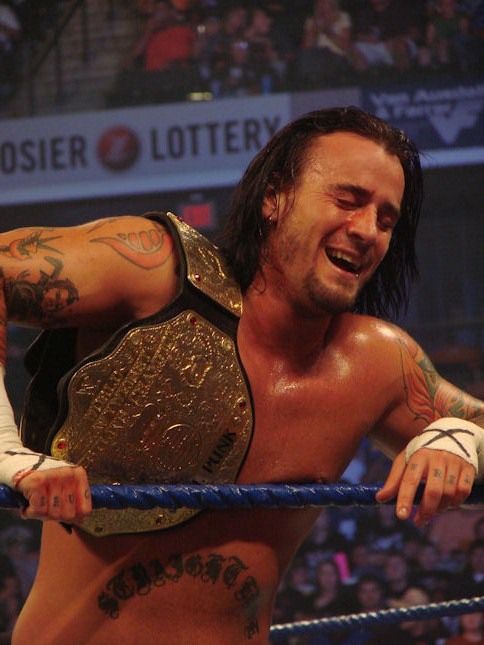
CM Punk con il World Heavyweight Championship nel 2008

Per effetto dell'annuale Draft, Punk passò al roster di Raw. Nella puntata di Raw del 30 giugno, incassò con successo il contratto del money in the bank ai danni di Edge dopo che questi fu brutalmente attaccato da Batista, conquistando così il World Heavyweight Championship per la prima volta; difendendolo trionfalmente, poco dopo, contro John "Bradshaw" Layfield. Il 20 luglio, a The Great American Bash, mantenne la cintura contro Batista per doppia squalifica a causa dell'interferenza di Kane. Nella puntata di Raw del 21 luglio, difese nuovamente il titolo contro Batista per squalifica. Il 17 agosto, a SummerSlam, mantenne con successo la cintura contro John "Bradshaw" Layfield. Il 7 settembre, ad Unforgiven, avrebbe dovuto difendere il titolo in un championship scramble match, ma, poco prima che iniziasse l'incontro, fu costretto a renderlo vacante dopo 69 giorni di regno a causa di un brutale attacco inflittogli dalla Legacy (Randy Orton, Cody Rhodes, Ted DiBiase Jr. e Manu) nel backstage; successivamente, la sera stessa, Chris Jericho vinse la cintura dopo aver preso inaspettatamente il posto di Punk nella contesa. Nella puntata di Raw del 15 settembre, affrontò Chris Jericho in uno steel cage match per il World Heavyweight Championship, ma venne sconfitto.
Nella puntata di Raw del 27 ottobre Punk e Kofi Kingston sconfissero Cody Rhodes e Ted DiBiase Jr., conquistando così il World Tag Team Championship per la prima volta. Il 23 novembre, alle Survivor Series, prese parte ad un 5-on-5 traditional survivor series elimination match come parte del Team Batista contro il Team Orton, ma venne eliminato da Cody Rhodes. Nella puntata di Raw del 24 novembre, partecipò ad un torneo valevole per determinare il primo sfidante all'Intercontinental Championship, superando Snitsky nei quarti di finale. Nella puntata di Raw dell'8 dicembre, sconfisse John Morrison nella semifinale del torneo. Il 13 dicembre, durante un house show, Punk e Kingston persero i titoli di coppia contro John Morrison e The Miz dopo 47 giorni di regno. Il 14 dicembre, ad Armageddon, sconfisse Rey Mysterio nella finale del torneo per ottenere un match per l'Intercontinental Championship di William Regal. Nella puntata di Raw del 15 dicembre, Punk e Kingston affrontarono John Morrison e The Miz nella rivincita per il World Tag Team Championship, ma vennero sconfitti. Nella puntata di Raw del 5 gennaio 2009, affrontò dunque William Regal per l'Intercontinental Championship, ma vinse l'incontro solamente per squalifica. Dopo aver perso per squalifica a causa dell'interferenza di Layla nella rivincita, svoltasi la settimana successiva, Punk riuscì a sconfiggere Regal in un no disqualification match durante la puntata di Raw del 19 gennaio, conquistando così per la prima volta l'Intercontinental Championship e diventando il 19° Triple Crown Champion (risultando il più veloce a conseguirlo con soli 203 giorni di tempo). Il 25 gennaio, alla Royal Rumble, prese parte all'omonimo match entrando col numero 18, ma venne eliminato da Big Show. Nella puntata di Raw del 9 febbraio, difese con successo il titolo intercontinentale contro William Regal. Nella puntata di Raw del 23 febbraio, vinse un triple threat match che includeva anche John Morrison e The Miz, qualificandosi per il money in the bank ladder match di WrestleMania XXV che comprendeva anche Christian, Finlay, Kane, Kofi Kingston, Mark Henry, Montel Vontavious Porter e lo United States Champion Shelton Benjamin. Nella puntata di Raw del 9 marzo, perse il titolo intercontinentale contro John "Bradshaw" Layfield dopo 49 giorni di regno.
Il 5 aprile, a WrestleMania XXV, Punk vinse il money in the bank ladder match per il secondo anno consecutivo, garantendosi nuovamente un incontro per un titolo mondiale nell'arco di un anno. Per effetto dell'annuale Draft, passò al roster di SmackDown. Il 26 aprile, a Backlash, venne sconfitto da Kane. Il 17 maggio, a Judgment Day, venne sconfitto dal rientrante Umaga. Il 7 giugno, ad Extreme Rules, sconfisse Umaga in un samoan strap match; poco dopo, incassò con successo il contratto del money in the bank ai danni di Jeff Hardy, conquistando così il World Heavyweight Championship per la seconda volta e iniziando una faida con quest'ultimo. Nella puntata di Raw del 15 giugno, difese trionfalmente il titolo in un triple threat match che comprendeva anche Edge e Jeff Hardy. Il 28 giugno, a The Bash, venne sconfitto da Jeff Hardy per squalifica, mantenendo quindi la cintura dei pesi massimi. Il 26 luglio, a Night of Champions, perse il titolo contro Jeff Hardy dopo 49 giorni di regno. Nella puntata di SmackDown del 31 luglio, Punk effettuò un definitivo turn heel, attaccando brutalmente Hardy con una sedia. Nella puntata di SmackDown del 7 agosto, affrontò Hardy nella rivincita per il World Heavyweight Championship, ma venne sconfitto a causa del turn face di Matt Hardy, special enforcer dell'incontro. Il 23 agosto, a SummerSlam, sconfisse Jeff Hardy in un tables, ladders and chairs match conquistando così il titolo dei pesi massimi per la terza volta. Nella puntata di SmackDown del 28 agosto, difese con successo la cintura contro Hardy in uno steel cage match, costringendolo ad abbandonare la federazione (kayfabe).
Riconquistato il World Heavyweight Championship, Punk iniziò una faida col rientrante The Undertaker dopo che questi lo colpì a sorpresa con una Chokeslam al termine di SummerSlam. Il 13 settembre, a Breaking Point, difese con successo il titolo contro Undertaker in un submission match abbastanza controverso: difatti lo stesso Undertaker vinse inizialmente l'incontro dopo aver sottomesso Punk alla Hell's Gate, ma il general manager Theodore Long, dopo aver ribadito l'illegalità della presa, fece ripartire il match, salvo poi farlo immediatamente terminare dopo che Punk applicò l'Anaconda Vise su Undertaker, dichiarando il primo vincitore nonostante quest'ultimo non avesse mai realmente ceduto (similmente al famoso Screwjob di Montréal). Il 4 ottobre, a Hell in a Cell, perse tuttavia il titolo contro Undertaker in un hell in a cell match dopo 42 giorni di regno. Nella puntata di SmackDown del 23 ottobre, affrontò Undertaker in un submission match per tentare la riconquista della cintura dei pesi massimi, ma venne sconfitto. Il 25 ottobre, a Bragging Rights, prese parte ad un fatal 4-way match valevole per il World Heavyweight Championship che comprendeva anche Batista, Rey Mysterio e il campione Undertaker, ma l'incontro venne vinto da quest'ultimo. Il 22 novembre, alle Survivor Series, partecipò ad un 5-on-5 traditional survivor series elimination match come parte del Team Orton contro il Team Kingston, ma venne eliminato da Kofi Kingston.

#### Straight Edge Society (2009–2010)

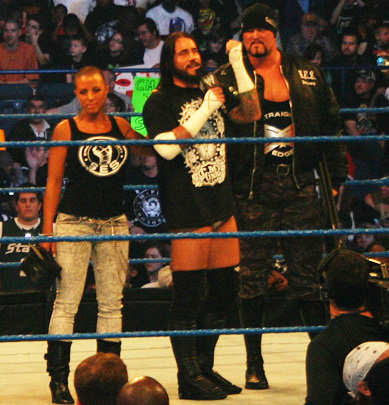
La Straight Edge Society nel 2010: (da sinistra e destra) Serena, CM Punk e Luke Gallows

Nella puntata di SmackDown del 27 novembre, Punk presentò al pubblico un suo discepolo, ossia Luke Gallows, creando una nuova stable, denominata "The Straight Edge Society", che era basata appunto sullo stile di vita straight edge, del quale lo stesso Punk si faceva esponente. Nelle settimane successive, Punk iniziò a predicare assiduamente il proprio culto, rasando i capelli di chiunque volesse entrare a far parte della stable come rito di iniziazione, reclutando poi in tal modo Serena durante la puntata di SmackDown dell'8 gennaio 2010. Nella puntata di ECW del 12 gennaio, prese parte ad un battle royal match valevole per determinare il primo sfidante all'ECW Championship di Christian, ma l'incontro venne vinto da Ezekiel Jackson. Nella puntata di SmackDown del 15 gennaio, Punk e Gallows vinsero un fatal 4-way tag team match che comprendeva anche la Hart Dynasty, i Cryme Tyme e Matt Hardy e The Great Khali, diventando così i primi sfidanti allo Unified WWE Tag Team Championship. Il 31 gennaio, alla Royal Rumble, partecipò all'omonimo match entrando col numero 3, ma venne eliminato da Triple H. Nella puntata di SmackDown del 5 febbraio sconfisse Batista per count-out, qualificandosi all'Elimination Chamber match valevole per il World Heavyweight Championship di The Undertaker. Nella puntata di Raw dell'8 febbraio, Punk e Gallows presero parte ad un triple threat tag team elimination match valevole per lo Unified WWE Tag Team Championship che includeva anche i campioni D-Generation X e gli ShoMiz, ma l'incontro venne vinto da questi ultimi. Il 21 febbraio, ad Elimination Chamber, partecipò all'omonimo match per il World Heavyweight Championship che comprendeva anche Chris Jericho, John Morrison, R-Truth, Rey Mysterio e il campione Undertaker, ma l'incontro venne vinto da Jericho.
Punk iniziò poi una faida con Rey Mysterio, dopo che questi venne brutalmente attaccato dalla Straight Edge Society durante la puntata di SmackDown del 12 febbraio. Nella puntata di SmackDown del 26 febbraio, venne sconfitto da Shelton Benjamin a causa dell'interferenza di Mysterio, fallendo nell'inserirsi all'interno dell'annuale money in the bank ladder match. Il 28 marzo, a WrestleMania XXVI, venne sconfitto da Mysterio. Il 25 aprile, ad Extreme Rules, sconfisse poi Mysterio in un hair match grazie all'aiuto di Joey Mercury (nuovo membro della stable), evitando quindi la rasatura dei suoi capelli. Il 23 maggio, ad Over the Limit, fu tuttavia sconfitto da Mysterio in uno straight edge society pledge vs. hair match, venendo dunque costretto a rasarsi completamente i capelli come da stipulazione imposta dall'incontro, ponendo fine alla rivalità.
Dopo che fu costretto a rasarsi a zero i capelli, Punk incominciò ad indossare una maschera per nascondere ciò. Il 20 giugno, a Fatal 4-Way, partecipò ad un fatal 4-way match per il World Heavyweight Championship che comprendeva anche Big Show, Rey Mysterio e il campione Jack Swagger, ma l'incontro venne vinto da Mysterio. Dopo aver smaltito un leggero infortunio al braccio, Punk tornò durante la puntata di SmackDown del 23 luglio, dove fu tuttavia smascherato da Big Show, col quale iniziò una faida. Il 15 agosto, a SummerSlam, la Straight Edge Society venne sconfitta dal solo Big Show in un 3-on-1 handicap match. Nella puntata di SmackDown del 3 settembre, a seguito di un'ulteriore sconfitta per mano di Big Show, Punk eseguì la GTS ai danni di Luke Gallows, sciogliendo definitivamente la stable. Il 19 settembre, a Night of Champions, venne nuovamente sconfitto da Big Show.

#### Leader del Nexus (2010–2011)

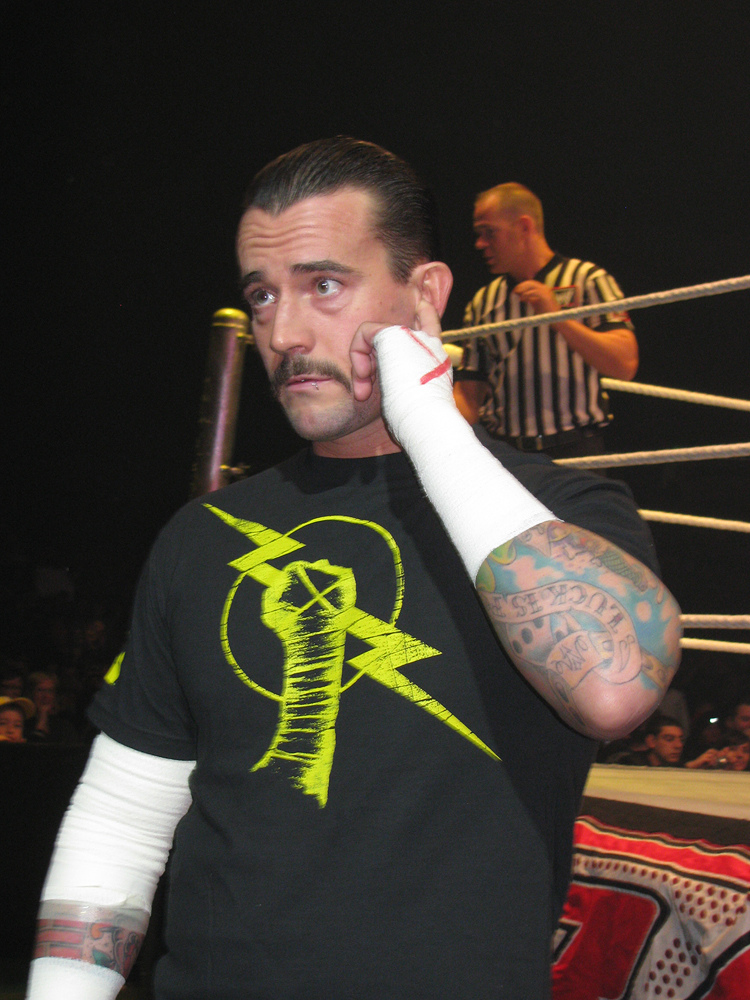
CM Punk nel 2011

Nella puntata di Raw del 4 ottobre, per volere del general manager anonimo, Punk tornò nel roster di Raw nell'ambito di uno scambio che portò Edge a SmackDown. Il 24 ottobre, a Bragging Rights, partecipò ad un tag team elimination match come parte del Team Raw contro il Team SmackDown, ma venne eliminato da Rey Mysterio.
Dopo aver smaltito un ulteriore infortunio al braccio e aver temporaneamente svolto il ruolo di commentatore televisivo, Punk tornò nel ring durante la puntata di Raw del 20 dicembre, dove attaccò brutalmente John Cena con una sedia. La settimana successiva, si rivelò essere il leader del New Nexus, al posto di Wade Barrett, assalendo ancora una volta Cena insieme alla sua nuova stable. Il 30 gennaio 2011, alla Royal Rumble, prese parte all'omonimo match entrando col numero 1, ma venne eliminato da John Cena dopo aver effettuato ben sette eliminazioni. Nella puntata di Raw del 31 gennaio, partecipò ad un raw rumble match per determinare il primo sfidante al WWE Championship di The Miz, ma l'incontro venne vinto da Jerry Lawler. Il 20 febbraio, ad Elimination Chamber, prese parte all'omonimo match che comprendeva anche John Cena, John Morrison, Randy Orton, R-Truth e Sheamus per determinare il primo sfidante al WWE Championship di The Miz, ma l'incontro venne vinto da Cena.
Punk iniziò poi una faida con Randy Orton, costandogli la vittoria del WWE Championship in due separate occasioni. Dopo che Orton mise fuori gioco ogni membro del New Nexus nel corso delle successive settimane, i due si scontrarono il 3 aprile, a WrestleMania XXVII, dove fu però lo stesso Orton a prevalere. La rivalità continuò dopo che Orton fu brutalmente attaccato dal New Nexus durante la puntata di Raw del 18 aprile, ma il 1º maggio, ad Extreme Rules, Punk venne sconfitto nuovamente da Orton in un last man standing match, terminando definitivamente la faida. Il 22 maggio, ad Over the Limit, Punk e Mason Ryan affrontarono Big Show e Kane per il WWE Tag Team Championship, ma vennero sconfitti. Il 19 giugno, a Capitol Punishment, sconfisse Rey Mysterio.

#### WWE Champion (2011–2013)
Nella puntata di Raw del 20 giugno, Punk vinse un triple threat falls count anywhere match che comprendeva anche Alberto Del Rio e Rey Mysterio, diventando così il primo sfidante al WWE Championship di John Cena; rivelando inoltre, poco dopo, che non avrebbe rinnovato il suo contratto con la WWE, in scadenza il 17 luglio seguente, e che se ne sarebbe andato via dalla federazione col titolo mondiale (kayfabe). Nella puntata di Raw del 27 giugno, si rese protagonista del celebre worked-shoot promo noto come Pipe Bomb, col quale criticò aspramente il modo in cui la compagnia veniva gestita dal suo proprietario Vince McMahon, facendo anche i nomi di atleti e federazioni solitamente non citate dalla WWE per motivi legali, e per questo motivo venne sospeso dagli eventi televisivi della compagnia (kayfabe). Nella puntata di Raw del 4 luglio, venne tuttavia reintegrato nel roster su richiesta di Cena, allontanandosi dal New Nexus ed effettuando contestualmente un turn face. Il 17 luglio, a Money in the Bank, sconfisse Cena per conquistare il suo primo WWE Championship, scappando poi dall'arena con la cintura dopo aver evitato l'incasso del contratto del money in the bank da parte di Alberto Del Rio. Nella puntata di Raw del 25 luglio, tornò in WWE con una nuova theme song, Cult of Personality dei Living Colour, annunciando di aver firmato un nuovo contratto, confrontandosi poi col WWE Champion John Cena, il quale aveva appena conquistato il titolo dopo che Vince McMahon annunciò un torneo per decretare il nuovo campione data l'assenza di Punk (kayfabe). Il 14 agosto, a SummerSlam, sconfisse Cena per diventare il detentore indiscusso del WWE Championship; successivamente, al termine dell'incontro, venne brutalmente attaccato dal rientrante Kevin Nash e subì tuttavia l'incasso del contratto del money in the bank per mano di Alberto Del Rio, terminando così il suo regno da campione dopo 28 giorni. Nella puntata di Raw del 22 agosto, affrontò Cena per determinare il primo sfidante al WWE Championship di Alberto Del Rio, ma venne sconfitto. Il 18 settembre, a Night of Champions, venne sconfitto da Triple H in un no disqualification match anche a causa delle interferenze di Kevin Nash, The Miz e R-Truth. Il 2 ottobre, a Hell in a Cell, prese parte ad un triple threat hell in a cell match valevole per il WWE Championship che comprendeva anche Alberto Del Rio e il campione John Cena, ma l'incontro venne vinto da Del Rio. Nella puntata di SmackDown del 14 ottobre, partecipò ad un battle royal match per determinare il primo sfidante al World Heavyweight Championship di Mark Henry, ma l'incontro venne vinto da Randy Orton. Il 23 ottobre, a Vengeance, Punk e Triple H vennero sconfitti da The Miz e R-Truth a causa dell'interferenza di Kevin Nash.

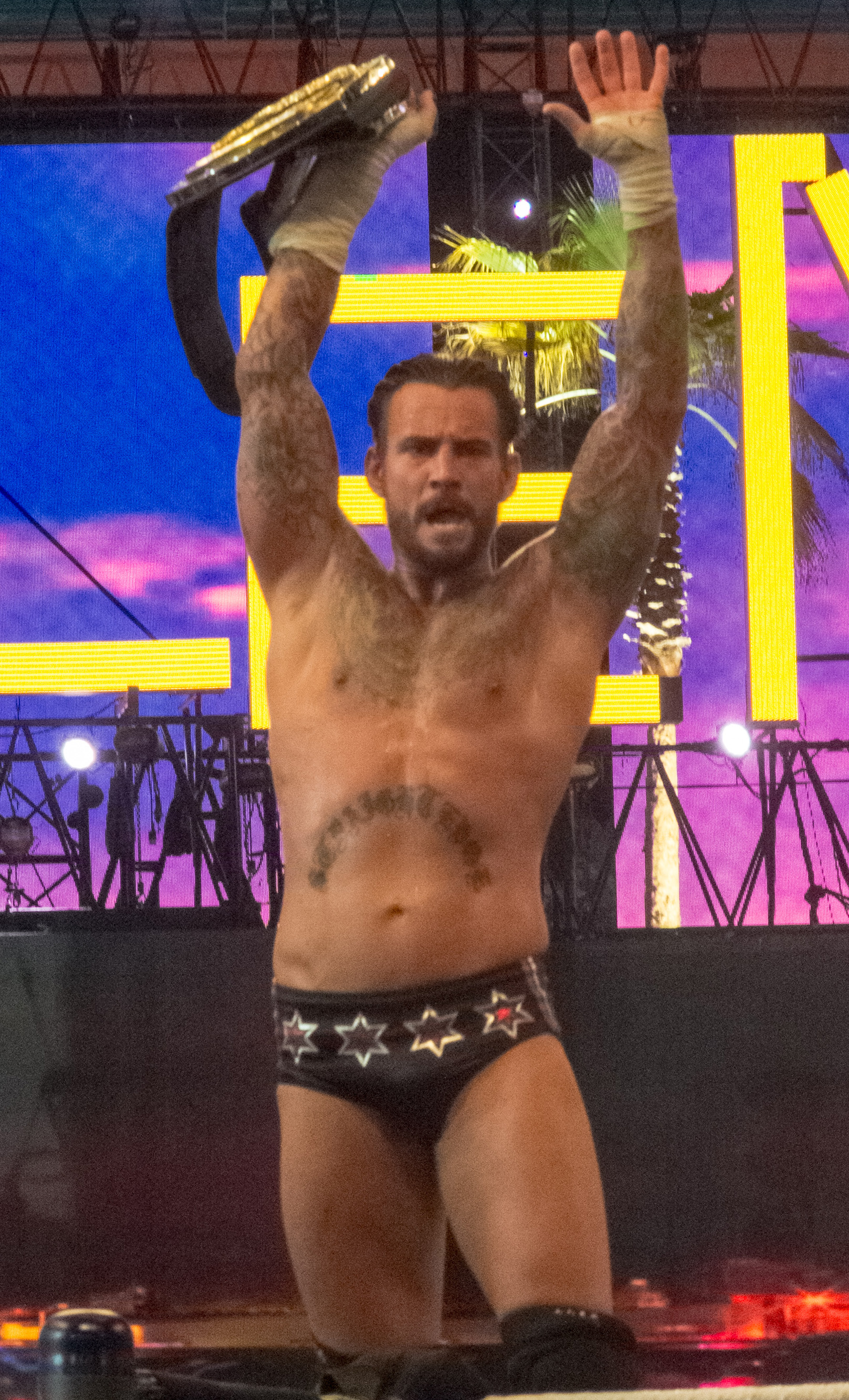
CM Punk con il WWE Championship nel 2012

Il 20 novembre, alle Survivor Series, Punk sconfisse Alberto Del Rio e conquistò così il WWE Championship per la seconda volta. Nella puntata di Raw del 28 novembre, difese con successo il titolo contro Del Rio nella rivincita. Il 18 dicembre, a TLC: Tables, Ladders & Chairs, mantenne con successo la cintura in un triple threat tables, ladders and chairs match che comprendeva anche Alberto Del Rio e The Miz. Nella puntata di Raw del 2 gennaio 2012, venne sconfitto da Dolph Ziggler per count-out a causa dell'interferenza di John Laurinaitis, conservando quindi il titolo. Il 29 gennaio, alla Royal Rumble, difese con successo la cintura contro Ziggler, nonostante John Laurinaitis agisse come special enforcer. Il 19 febbraio, ad Elimination Chamber, difese con successo il titolo in un elimination chamber match che comprendeva anche Chris Jericho, Dolph Ziggler, Kofi Kingston, R-Truth e The Miz. Il 1º aprile, a WrestleMania XXVIII, mantenne trionfalmente la cintura contro Chris Jericho. Nella puntata di Raw del 2 aprile, venne sconfitto da Mark Henry per count-out, conservando quindi il titolo. Nella puntata di Raw del 9 aprile, venne sconfitto nuovamente da Mark Henry per squalifica, mantenendo ancora una volta la cintura. La settimana seguente, difese con successo il titolo contro Henry in un no disqualification match. Il 29 aprile, ad Extreme Rules, mantenne la cintura contro Chris Jericho in un chicago street fight. Il 20 maggio, ad Over the Limit, difese con successo il titolo contro Daniel Bryan. Nella puntata di SmackDown del 1º giugno, mantenne la cintura contro Kane dopo che il match terminò in no-contest a causa dell'interferenza di Daniel Bryan, che attaccò entrambi con una sedia. Il 17 giugno, a No Way Out, difese trionfalmente il titolo in un triple threat match che comprendeva anche Daniel Bryan e Kane. Il 15 luglio, a Money in the Bank, mantenne con successo la cintura contro Bryan in un no disqualification match con AJ Lee nel ruolo di arbitro speciale.
Nella puntata speciale Raw 1000 del 23 luglio, Punk venne sconfitto per squalifica da John Cena, che aveva incassato il contratto del money in the bank, a causa dell'interferenza di Big Show, mantenendo quindi il WWE Championship; successivamente, al termine dell'incontro, effettuò un turn heel ai danni di The Rock, ospite della serata, colpendolo con la GTS dopo che quest'ultimo aveva salvato Cena dall'attacco di Big Show. Il 19 agosto, a SummerSlam, difese con successo il titolo in un triple threat match che comprendeva anche Big Show e John Cena. Punk si alleò poi con Paul Heyman, che diventò il suo manager personale. Il 16 settembre, a Night of Champions, mantenne la cintura contro John Cena dopo che l'incontro terminò in pareggio a causa di un doppio schienamento. Il 28 ottobre, a Hell in a Cell, difese con successo il titolo contro Ryback in un hell in a cell match grazie all'aiuto di Brad Maddox, arbitro della contesa. Il 18 novembre, alle Survivor Series, mantenne trionfalmente la cintura in un triple threat match che comprendeva anche John Cena e Ryback grazie all'aiuto del debuttante Shield. Successivamente, il 4 dicembre, Punk si sottopose ad un intervento chirurgico per riparare un menisco parzialmente strappato e, nonostante l'infortunio, diventò il più longevo WWE Champion degli ultimi 25 anni.
Punk tornò sul ring durante la puntata di Raw del 7 gennaio 2013, dove difese con successo il WWE Championship contro Ryback in un tables, ladders and chairs match grazie ad un nuovo intervento dello Shield. Il 27 gennaio, alla Royal Rumble, perse il titolo contro The Rock dopo 434 giorni di regno. Il 17 febbraio, ad Elimination Chamber, affrontò The Rock nella rivincita per il WWE Championship, ma venne sconfitto. Nella puntata di Raw del 25 febbraio, affrontò John Cena per determinare il primo sfidante al WWE Championship per WrestleMania 29, ma venne sconfitto.

#### Varie faide (2013–2014)

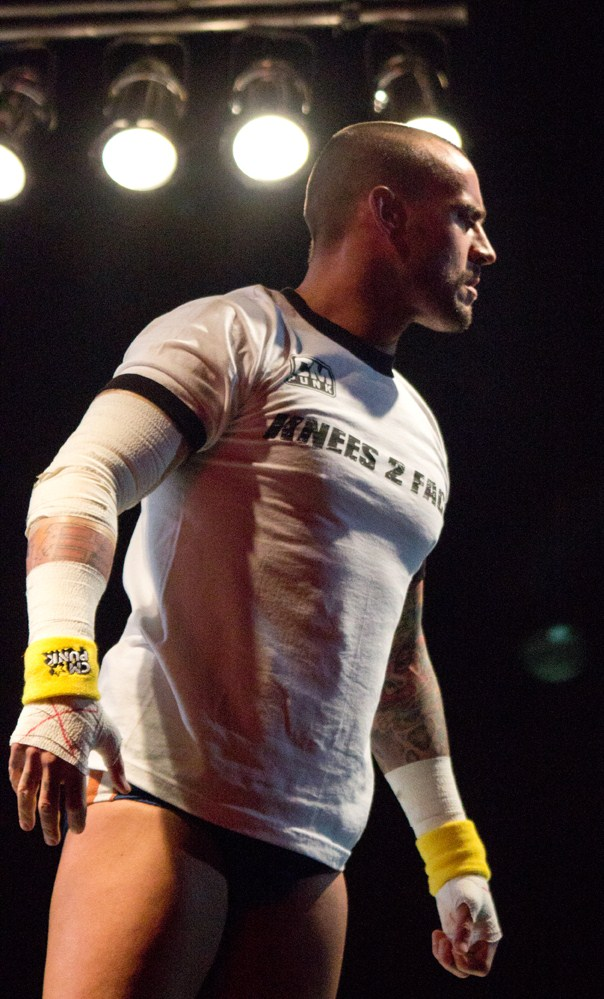
CM Punk nel 2013

Nella puntata di Raw del 4 marzo, Punk vinse un fatal 4-way match che comprendeva anche Big Show, Randy Orton e Sheamus per ottenere un match contro The Undertaker a WrestleMania 29, dichiarando di voler concludere la striscia d'imbattibilità a WrestleMania di quest'ultimo. Dopo una serie di mancanze di rispetto verso la reale morte di Paul Bearer (avvenuta qualche giorno dopo), il successivo 7 aprile, a WrestleMania 29, Punk venne tuttavia sconfitto da Undertaker.
Dopo essersi preso un periodo di pausa per curare alcuni infortuni, Punk tornò sul ring il 16 giugno, a Payback, dove sconfisse Chris Jericho. Nella puntata di Raw del 17 giugno, ebbe un'accesa discussione col suo manager, Paul Heyman, venendo poi colpito con una F-5 dal rientrante Brock Lesnar. Il 14 luglio, a Money in the Bank, prese parte all'omonimo match che comprendeva anche Christian, Daniel Bryan, Randy Orton, Rob Van Dam e Sheamus, ma l'incontro venne vinto da Orton; inoltre, durante la contesa, Punk effettuò un definitivo turn face dopo che Paul Heyman lo aveva tradito per impedirgli di vincere. Il 18 agosto, a SummerSlam, venne sconfitto da Brock Lesnar in un brutale no disqualification match. Il 15 settembre, a Night of Champions, venne sconfitto da Paul Heyman e l'Intercontinental Champion Curtis Axel in un 2-on-1 handicap elimination match a causa dell'interferenza di Ryback (nuovo alleato di Heyman). Il 6 ottobre, a Battleground, sconfisse Ryback. Il 27 ottobre, a Hell in a Cell, sconfisse Ryback e Paul Heyman in un 2-on-1 handicap hell in a cell match, ponendo dunque fine alla rivalità.
Nella puntata di Raw del 28 ottobre, Punk venne brutalmente attaccato dalla Wyatt Family di Bray Wyatt, iniziando una breve faida con questi ultimi. Il 24 novembre, alle Survivor Series, Punk e Daniel Bryan sconfissero Luke Harper e Erick Rowan della Wyatt Family. Intraprese, pochissimo tempo dopo, una rivalità con lo Shield, suoi ex aiutanti. Il 15 dicembre, a TLC: Tables, Ladders & Chairs, sconfisse l'intero Shield in un 3-on-1 handicap match dopo che Roman Reigns aveva accidentalmente colpito Dean Ambrose con una Spear.
Il 26 gennaio 2014, alla Royal Rumble, partecipò all'omonimo match entrando col numero 1, ma venne eliminato da Kane, il quale, dopo essere stato gettato in precedenza oltre le corde dallo stesso Punk, tornò sul ring e lo eliminò a sua volta. Questo fu l'ultimo incontro della sua carriera nel wrestling: egli, infatti, non apparì il giorno dopo a Raw, né prese parte ai tapings di SmackDown, nonostante la sua presenza fosse prevista per entrambe le puntate. A partire dal 5 febbraio, il sito ufficiale della WWE smise di pubblicizzarlo per gli eventi futuri. Il Wrestling Observer rivelò successivamente che lunedì 27 gennaio il wrestler aveva lasciato senza permesso l'arena dove si sarebbe svolta la settimanale puntata di Raw dopo aver comunicato a Vince McMahon che se ne stava andando a casa (legit). Il 20 febbraio, il chairman della federazione parlò di Punk nel corso di un'audioconferenza con gli azionisti, dicendo che questi "si stava prendendo un anno sabbatico". Nella puntata di Raw del 3 marzo, tenutasi a Chicago (Illinois), la WWE riconobbe ufficiosamente l'assenza del wrestler: lo show iniziò infatti con il risuonare della sua theme song, che però fu seguita soltanto dall'arrivo di Paul Heyman, suo ex manager, accolto dai fischi del pubblico. Fu poi sostituito da Rey Mysterio nel film della WWE sui Flintstones (I Flintstones e WWE - Botte da orbi!), uscito nel marzo del 2015, e venne rimosso da tutti i video promozionali degli show.
In un'intervista pubblicata il 29 maggio 2014 affermò di essersi definitivamente ritirato dal mondo del wrestling. Il 15 luglio, il suo profilo sul sito ufficiale della WWE venne spostato nella sezione alumni; nello stesso giorno ringraziò i fan su Twitter, senza menzionare la WWE, ed affermò che non sarebbe mai più tornato a fare wrestling.

### All Elite Wrestling (2021–2023)

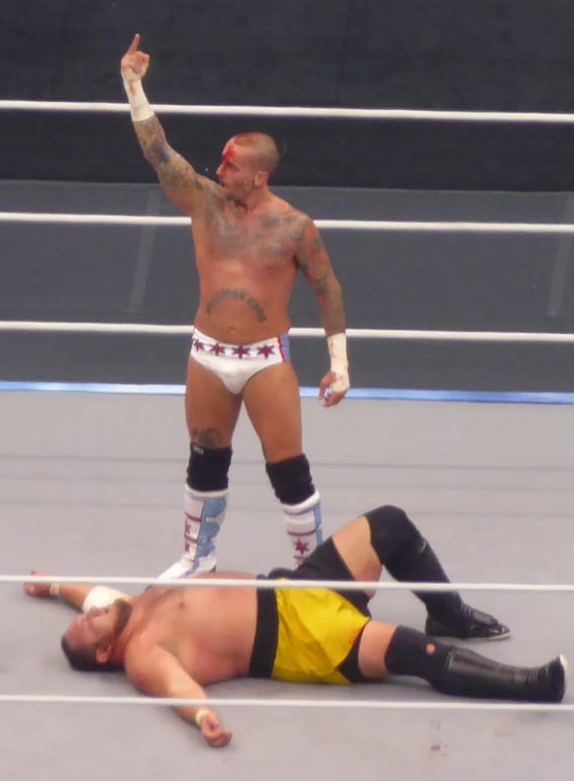
CM Punk contro Samoa Joe nel 2023

Il 20 agosto 2021, dopo più di sette anni dal ritiro, torna al wrestling approdando nella All Elite Wrestling, dove fa la sua prima apparizione durante la seconda puntata di Rampage, svoltasi a Chicago, sua città natale. Nel corso della promo, Punk ha sfidato Darby Allin per All Out, match che lo ha visto poi vincitore. Dopo una breve faida con Eddie Kingston, conclusasi con una vittoria a Full Gear, subisce la prima sconfitta in AEW a febbraio 2022, contro MJF, durante una puntata di Dynamite. Punk ottiene la rivincita nel marzo seguente, al PPV Revolution, vincendo un Dog Collar match.
Il 29 maggio 2022, battendo Adam Page a Double or Nothing, conquista l'AEW World Championship; per Punk si tratta del primo titolo mondiale dopo l'ultimo conquistato nel 2011. Cinque giorni dopo rende noto di doversi fermare temporaneamente a causa di un infortunio al braccio. In seguito allo stop, l'AEW incorona Jon Moxley campione del mondo ad interim, stabilendo però un incontro di unificazione delle cinture al ritorno di Punk. Lo scontro tra i due avviene il 24 agosto 2022, con Moxley che pone fine al regno di Punk dopo appena 86 giorni. Il 4 settembre seguente, ad All Out, Punk ottiene e sfrutta in maniera positiva la rivincita, conquistando così la cintura per la seconda volta.
Subito dopo la vittoria, Punk ha avuto una diatriba con alcuni media della compagnia, secondo i quali Punk voleva il licenziamento di Colt Cabana dalla AEW, cosa che il wrestler ha negato categoricamente. Secondo lo stesso Punk, ad avanzare tale accusa sono stati Kenny Omega e i The Young Bucks, con i quali ha poi avuto una rissa nel backstage insieme al suo amico Ace Steel. A seguito dell'accaduto, il CEO Tony Khan ha reso vacante sia il titolo mondiale che l'AEW World Trios Championship. L'8 settembre, inoltre, viene fatto presente che Punk dovrà stare fuori dal ring per almeno otto mesi a causa di un nuovo infortunio al braccio.
Torna sul ring il 17 giugno 2023 battendo, insieme agli FTR, Samoa Joe, Jay White e Juice Robinson in un six-man tag team match. Il 2 settembre seguente, dopo un'altra rissa avvenuta nel backstage con Jack Perry, Tony Khan annuncia il licenziamento di Punk per giusta causa.

### Ritorno in WWE (2023–presente)
Il 25 novembre 2023 tornò in WWE dopo quasi dieci anni, al termine di Survivor Series WarGames. Due giorni più tardi chiuse la puntata di Raw, esprimendo al pubblico la sua felicità per essere tornato in WWE e ribadendo l'amore per i fan. Nella puntata di Raw dell'11 dicembre, dopo essere stato sia a SmackDown che ad NXT, scelse di unirsi al roster rosso, firmando il contratto del general manager Adam Pearce.
Tornò sul ring il 27 gennaio, a Royal Rumble, dove prese parte all'omonimo match entrando col numero 27 e venendo eliminato per ultimo da Cody Rhodes. Durante la contesa subì un infortunio al tricipite destro che lo vide costretto ad un lungo periodo di riposo.
Nelle settimane successive intraprese una faida a distanza con Drew McIntyre, il quale ha dichiarato di aver pregato affinché Punk si infortunasse. Punk, seppur infortunato, apparve a WrestleMania XL attaccando il neo campione mondiale Drew McIntyre al termine del suo incontro, permettendo a Damien Priest di incassare la sua valigetta del Money in The Bank, diventando immediatamente campione.. Interferì nel main event titolato di Clash at the Castle: Scotland che vedeva sfidarsi Priest e McIntyre, costando nuovamente la sconfitta allo scozzese. Nella puntata di SmackDown del 21 giugno è stato dapprima protagonista di un confronto con la Bloodline, venendo successivamente attaccato da McIntyre nel backstage. A Money In the Bank la faida con McIntyre proseguì quando Punk lo attaccò durante il match titolato che vedeva sfidarsi Damian Priest e lo sfidante Seth Rollins; McIntyre stava sfruttando la sua opportunità al titolo tramite la valigetta del Money in the Bank vinta la stessa sera, non riuscendo tuttavia ad avere la meglio a causa dell'interferenza di Punk che attaccò McIntyre. I due si sfidarono a SummerSlam con la vittoria dello scozzese. La seconda sfida arriva a Bash in Berlin il 31 agosto, dove in uno strap match riesce ad avere la meglio Punk. La terza e ultima sfida è arrivata il 5 ottobre a Bad Blood in un hell in a cell match vinto da CM Punk.
Nel WarGames match di Survivor Series: WarGames, ha fatto squadra con Roman Reigns, Jey Uso, Jimmy Uso e Sami Zayn sconfiggendo la Bloodline capitanata da Solo Sikoa in cambio di un favore del suo ex manager Paul Heyman.
Intraprende poi un'aspra faida contro Seth Rollins che sconfigge nel main event della prima puntata di Raw su Netflix. Ad Elimination Chamber: Toronto fu sottomesso per ultimo da John Cena a causa del già eliminato Rollins. Viene poi sconfitto da quest'ultimo in uno steel cage match a causa dell'interferenza di Roman Reigns. Nella puntata di SmackDown del 21 marzo viene ufficializzato un triple threat match per il main event della prima notte di WrestleMania 41, segnando il primo main event a WrestleMania in carriera di Punk. Il 19 aprile, nella prima notte di WrestleMania, Seth Rollins sconfisse, con l'aiuto e il doppio tradimento di Paul Heyman, Roman Reigns e CM Punk.
Dal post WrestleMania CM Punk inizio una rivalità contro Rollins e la sua stable formata da Heyman, Bronson Reed e Bron Breakker. Proprio l'interferenza della stable di Rollins è costata a Punk la qualificazione al Money in the Bank Ladder match vinto dal El Grande Americano.
Nel main event della prima serata di SummerSlam riesce a battere Gunther e a laurearsi World Heavyweight Champion, ma durante i festeggiamenti appare Seth Rollins che incassa il Money in the Bank strappandogli il titolo appena vinto.

## Carriera nella arti marziali miste

### Ultimate Fighting Championship (2014–2018)
Il 6 dicembre 2014, durante l'evento UFC 181, ha annunciato di aver firmato un contratto con la Ultimate Fighting Championship; ha inoltre rivelato che avrebbe combattuto nella divisione dei pesi medi o dei pesi welter. Brooks, trentaseienne al tempo della firma, non aveva alcuna esperienza nelle MMA, ma poteva comunque contare su alcune nozioni di kenpō e di jiu jitsu brasiliano. Poiché la UFC richiede ai propri combattenti di usare il loro nome legale, Brooks era stato inizialmente costretto a sottostare a tale regola, ma ha poi deciso di combattere come Phil 'CM Punk' Brooks a causa del forte valore di marchio del suo ring name.
A proposito della firma, il presidente della UFC, Dana White, ha affermato che l'ex wrestler avrebbe potuto combattere una volta sola o avere una lunga carriera nella federazione, in base al proprio rendimento, senza confermare una data precisa per il suo debutto ma prevedendola entro la fine del 2015 o l'inizio del 2016. Nel frattempo Brooks si è continuato ad allenare sotto la guida di Duke Roufous alla Roufusport MMA Academy di Milwaukee (Wisconsin) insieme al campione dei pesi leggeri Anthony Pettis e al campione dei pesi welter Ben Askren; la data del suo esordio è stata però posticipata di circa sei mesi a causa di alcuni infortuni ha subìto durante la preparazione, tra cui un problema alla spalla nell'ottobre del 2015 e l'asportazione di un'ernia del disco nel febbraio del 2016.
Il 6 febbraio 2016 la UFC ha ufficializzato che il primo incontro di Brooks si sarebbe svolto il 10 settembre seguente a Cleveland (Ohio), durante l'evento UFC 203, contro il peso welter Mickey Gall. A pochi secondi dall'inizio del match è andato al tappeto, andando subito in difficoltà; dopo aver resistito ad un feroce ground and pound si è ritrovato con il suo avversario alle spalle e, nonostante un piccolo accenno di difesa, non ha potuto fare nulla per fermare il tentativo di strangolamento da parte di Gall, perdendo così per sottomissione.
Il 9 giugno 2018, a UFC 225, è ritornato nell'ottagono dopo quasi due anni, affrontando Mike Jackson, un fotografo, nella sua città natale, Chicago; tuttavia è stato sconfitto al terzo round per decisione unanime. Il giorno dopo Dana White ha annunciato che Brooks non avrebbe più combattuto in UFC.

### Risultati nelle arti marziali miste
| Risultato  | Record  | Avversario   | Metodo                           | Evento  | Data              | Round | Tempo | Città             | Note |
| ---------- | ------- | ------------ | -------------------------------- | ------- | ----------------- | ----- | ----- | ----------------- | --- |
| No Contest | 0-1 (1) | Mike Jackson | No Contest (Marijuana)           | UFC 225 | 9 giugno 2018     | 3     | 5:00  | Chicago, Illinois | Incontro inizialmente vinto da Jackson, l'esito fù cambiato in No Contest per la sua positività alla Marijuana |
| Sconfitta  | 0-1     | Mickey Gall  | Sottomissione (rear-naked choke) | UFC 203 | 10 settembre 2016 | 1     | 2:14  | Cleveland, Ohio   | Debutto in UFC                                                                                                 |

## Vita privata
Dal 2009 al 2013 ha avuto una relazione con l'ex wrestler Lita; in precedenza era stato fidanzato anche con Maria Kanellis e con Beth Phoenix. Nel 2013 ha intrapreso una relazione con la collega AJ Lee, che ha sposato il 13 giugno 2014.

## Personaggio
La sua gimmick era ispirata alla sua vita reale: essa, infatti, presentava i tratti tipici della filosofia straight edge, oltre ad altri aspetti della sua personalità che risultavano più o meno marcati a seconda dell'allineamento morale. Quando agiva come babyface, la gimmick tendeva a rispecchiare la sua vera personalità, cioè indifferenza nei confronti di coloro che bevono, fumano, utilizzano droghe o hanno comportamenti sessuali votati alla promiscuità; nell'interpretare la figura dell'heel, invece, Brooks adottava un comportamento di estremizzazione dello straight edge che si manifestava in un complesso di superiorità.
Il significato della sigla "CM" è stato oggetto di grandi discussioni: Brooks ha provato a depistare i fan dicendo che poteva avere diversi significati, come Chicago Made, Crooked Moonsault o Chuck Mosley. Durante il processo contro Christopher Amann nel giugno del 2018, il lottatore ha infine rivelato che "CM" è l'acronimo di Chick Magnet, ovvero il nome del tag team nel quale combatteva a fine anni novanta.

### Mosse finali

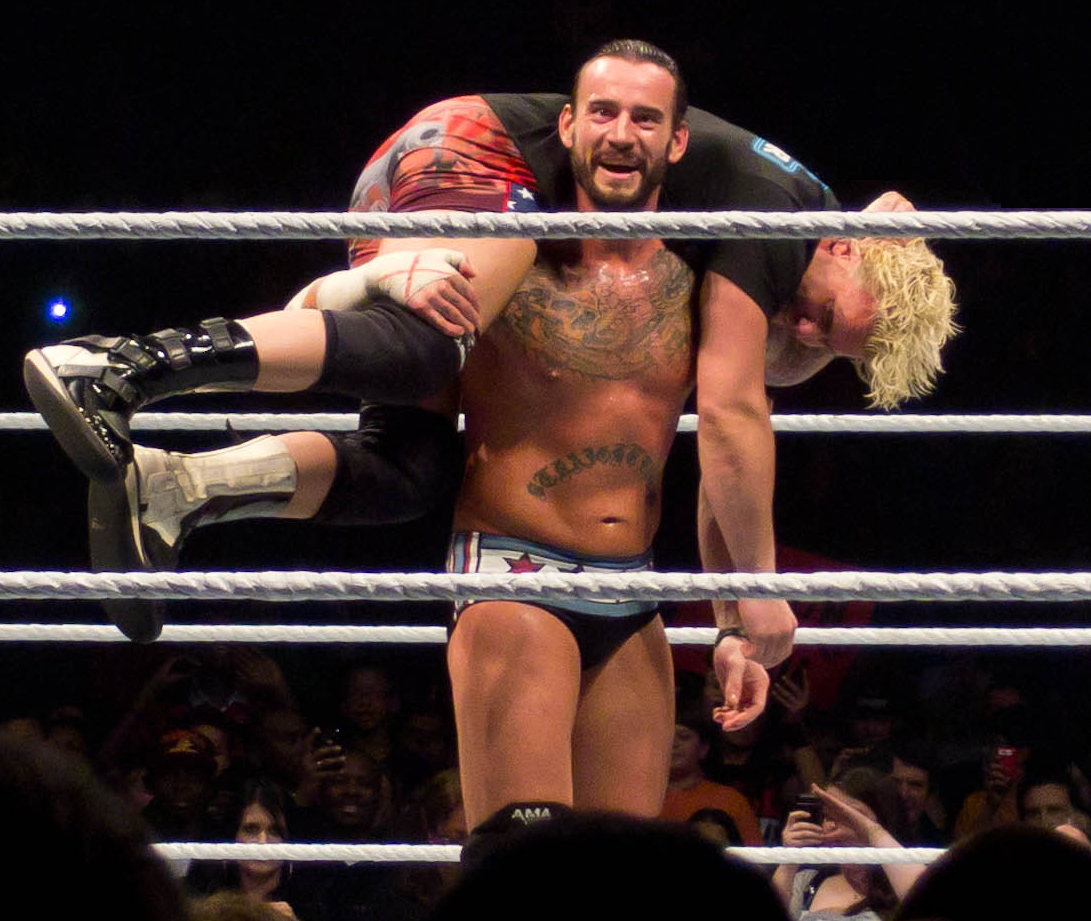
CM Punk si appresta ad eseguire la GTS su Dolph Ziggler

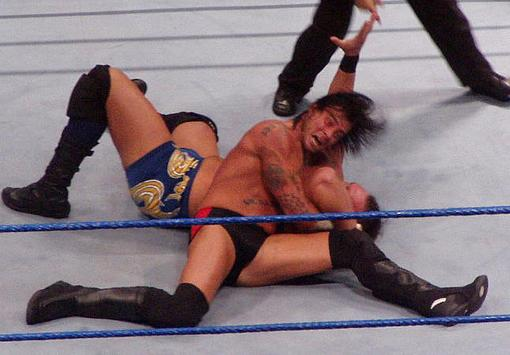
CM Punk mentre applica lAnaconda Vise su Mike Knox

- Anaconda Vise (Arm triangle choke)[5]
- GTS - Go to Sleep (Fireman's carry knee strike)[5]
- Pepsi Plunge (Top rope double underhook facebuster) – 2000–2005

### Soprannomi
- "The Best In the World'"[5]
- "Mr. Money in the Bank"[5]
- "Paul Heyman Guy"[5]
- "The Second City Saviour"[5]
- "The Straight Edge Saviour"[5]
- "The Voice of the Voiceless"[5]

## Titoli e riconoscimenti
- All Elite Wrestling
  - AEW World Championship (2)
  - AEW Dynamite Awards (2)

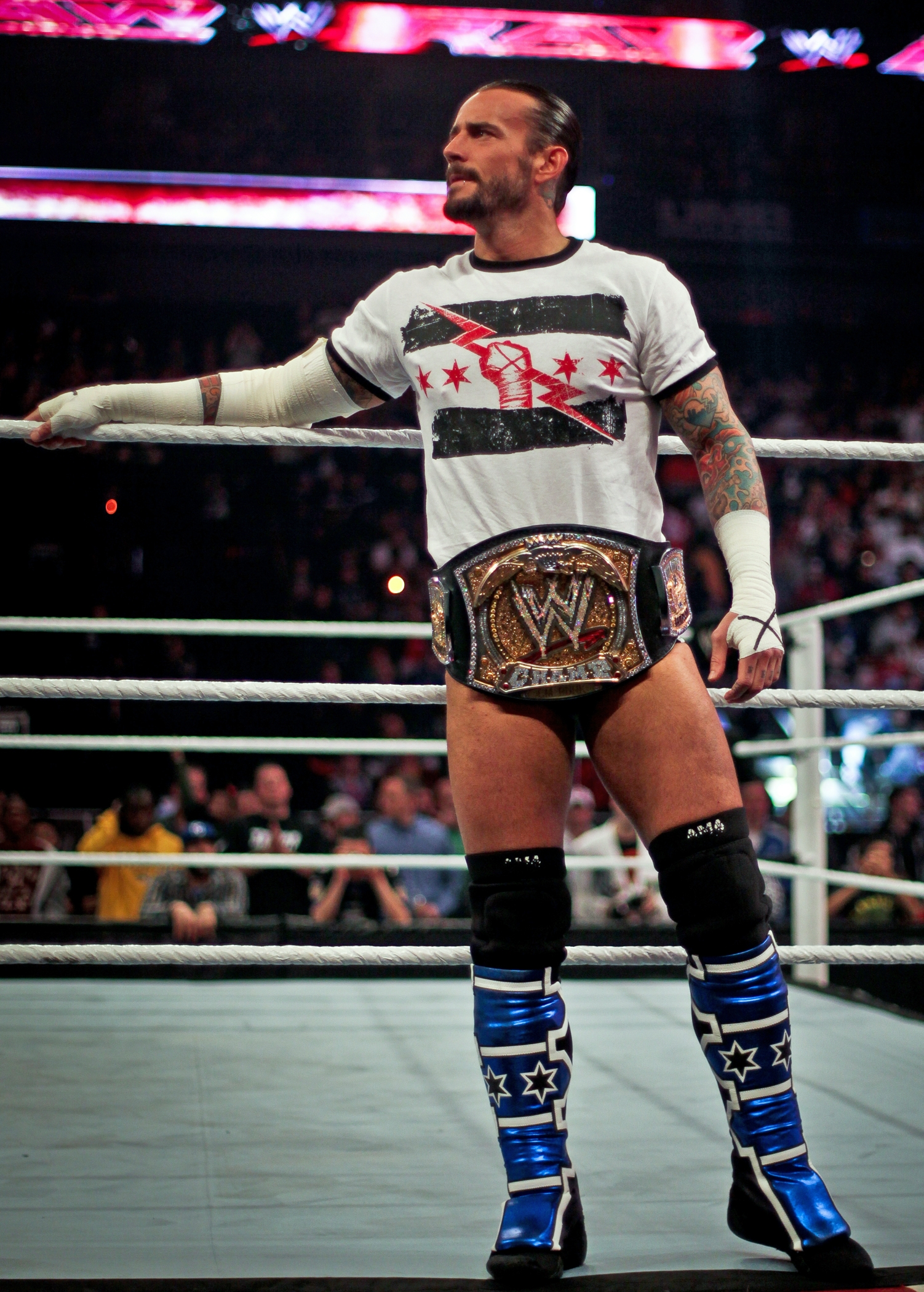
CM Punk con il WWE Championship, titolo che ha detenuto due volte

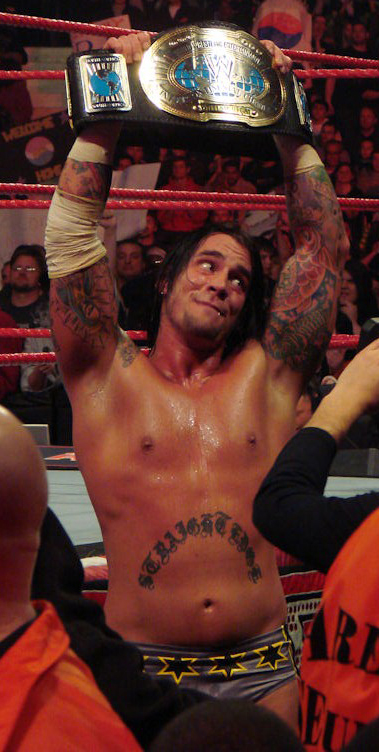
CM Punk con l'Intercontinental Championship, titolo che ha detenuto una volta

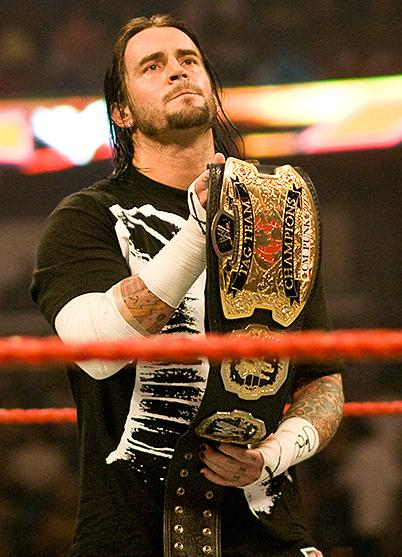
CM Punk con il World Tag Team Championship, titolo che ha detenuto una volta con Kofi Kingston

    - Best Moment on the Mic (2022) - il suo ritorno sul ring
    - Best Mic Duel (2022) - vs. MJF
- The Baltimore Sun
  - Feud of the Year (2009) - vs. Jeff Hardy
- Independent Wrestling Association Mid-South
  - IWA Mid-South Heavyweight Championship (5)
  - IWA Mid-South Light Heavyweight Championship (2)
- International Wrestling Cartel
  - IWC Heavyweight Championship (1)
- Mid American Wrestling
  - MAW Heavyweight Championship (1)
- NWA Cyberspace
  - NWA Cyberspace Tag Team Championship (1) – con Julio Dinero
  - RCW Championship (1)
- Ohio Valley Wrestling
  - OVW Heavyweight Championship (1)
  - OVW Southern Tag Team Championship (1) – con Seth Skyfire
  - OVW Television Championship (1)
- Pro Wrestling Illustrated
  - Feud of the Year (2011) - vs. John Cena
  - Match of the Year (2011) - vs. John Cena a Money in the Bank
  - Most Popular Wrestler of the Year (2011)
  - Most Hated Wrestler of the Year (2012)
  - Wrestler of the Year (2011, 2012)
  - 1º tra i 500 migliori wrestler singoli nella PWI 500 (2012)
  - Comeback of the Year (2021)
  - Feud of the Year (2022) - vs. MJF
- Revolver
  - Golden Gods Award for Most Metal Athlete (2012)
- Ring of Honor
  - ROH World Championship (1)
  - ROH World Tag Team Championship (2) – con Colt Cabana
  - ROH Hall of Fame (classe del 2022)[228]
- St. Paul Championship Wrestling/Steel Domain Wrestling
  - SPCW Northern States Television Championship (2)
  - SPCW Northern States Light Heavyweight Championship (1)
- WWE
  - World Heavyweight Championship (3)
  - WWE Championship (2)[229][230]
  - World Heavyweight Championship (1)[231]
  - WWE Intercontinental Championship (1)
  - ECW Championship (1)
  - World Tag Team Championship (1) – con Kofi Kingston
  - Money in the Bank (edizione 2008, edizione 2009)
  - Triple Crown Champion
  - Slammy Award (7)
    - "OMG" Moment of the Year (edizione 2008)
    - Shocker of the Year (edizione 2009)
    - Despicable Me (edizione 2010)
    - "Pipe Bomb" of the Year (edizione 2011)
    - Superstar of the Year (edizione 2011)
    - T-Shirt of the Year (edizione 2011)
    - Extreme Moment of the Year (edizione 2013)
- WrestleCrap
  - Gooker Award (2023) - il ritorno in AEW[232]
- Wrestling Observer Newsletter
  - Best Gimmick (2009, 2011)
  - Best on Interviews (2011, 2012)
  - Best Pro Wrestling DVD (2012)
  - Feud of the Year (2009) - vs. Jeff Hardy
  - Feud of the Year (2011) - vs. John Cena
  - Match of the Year (2011) - vs. John Cena a Money in the Bank
  - Most Disgusting Promotional Tactic (2012) - per aver sfruttato l'attacco di cuore di Jerry Lawler
  - Most Disgusting Promotional Tactic (2013) - per aver sfruttato la morte di Paul Bearer
  - Best Box Office Draw - Pro Wrestling (2021)
  - Most Charismatic (2021)

## Filmografia

### Cinema
- La ragazza del terzo piano (Girl on the Third Floor), regia di Travis Stevens (2019)
- Rabid, regia di Jen e Sylvia Soska (2019)
- Jakob's Wife, regia di Travis Stevens (2021)

### Televisione
- Heels - serie TV, 6 episodi (2021-2023)
- Mayans M.C. - serie TV, 4 episodi (2022-2023)

### Documentari dedicati
- The Summer Of Punk (2012)[233]
- CM Punk - Best in the World (2012)[233]
- CM Punk - Icon (2013)[233]

## Doppiatori italiani
Nelle versioni in italiano delle opere in cui ha recitato, CM Punk è stato doppiato da:
- Giorgio Borghetti in Mayans M.C.